# Hochstrahlbrunnen

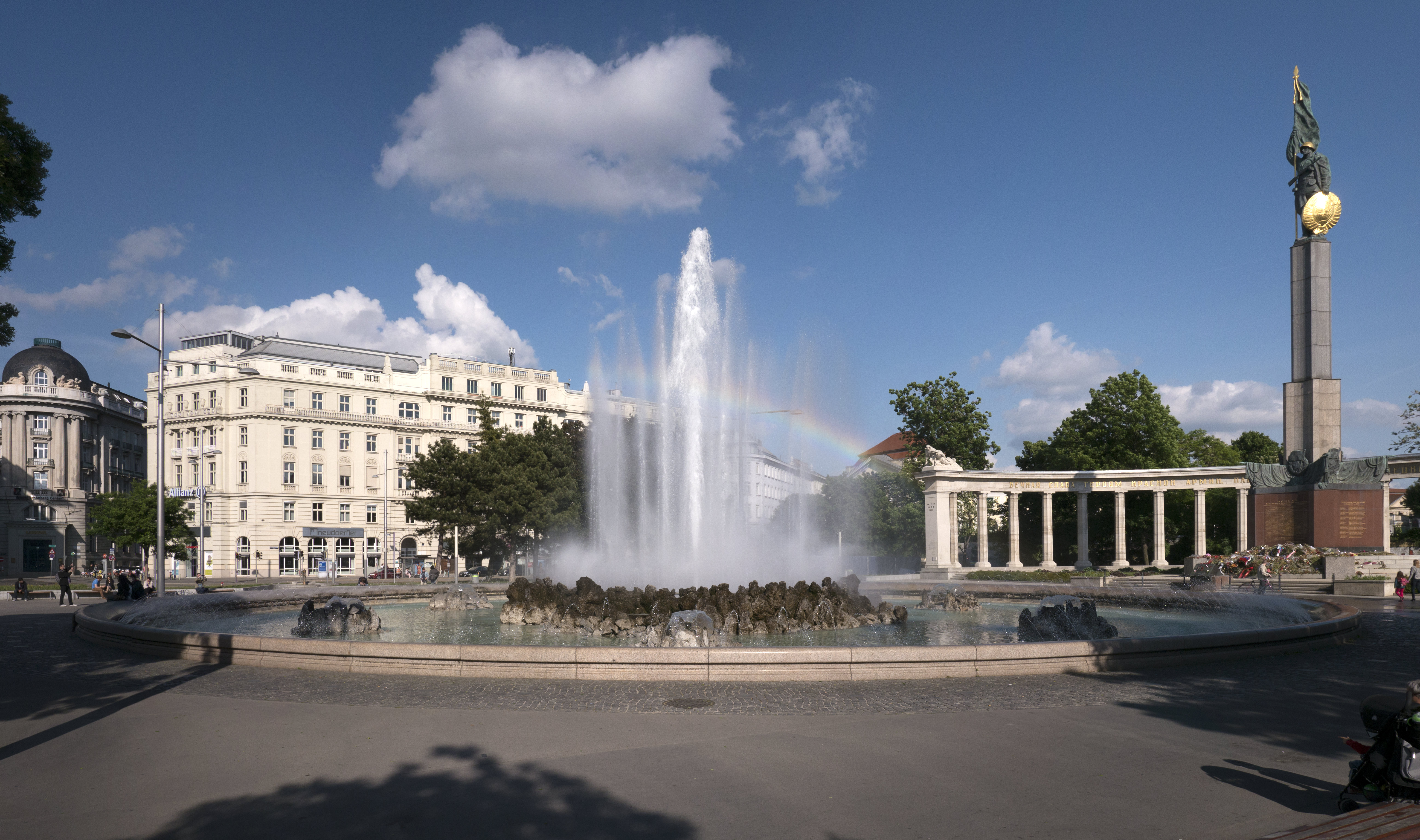
Der Hochstrahlbrunnen am Schwarzenbergplatz mit dem für die Abendsonne typischen Regenbogen

Der Hochstrahlbrunnen ist ein Brunnen in Wien. Er befindet sich am Schwarzenbergplatz und wurde aus Anlass der Fertigstellung der I. Wiener Hochquellenwasserleitung nach einer Bauzeit von vier Monaten am 24. Oktober 1873 im Beisein von Kaiser Franz Joseph I. in Betrieb genommen. Fürst Johann Adolf II. zu Schwarzenberg hatte im September 1872 dem Bau des Brunnens zugestimmt und darum ersucht, die „Ablassung des Wasserquantums“ solle „zur Bewässerung der dort bestehenden, dem öffentlichen Vergnügen gewidmeten Anlagen“ dienen.

## Geschichte

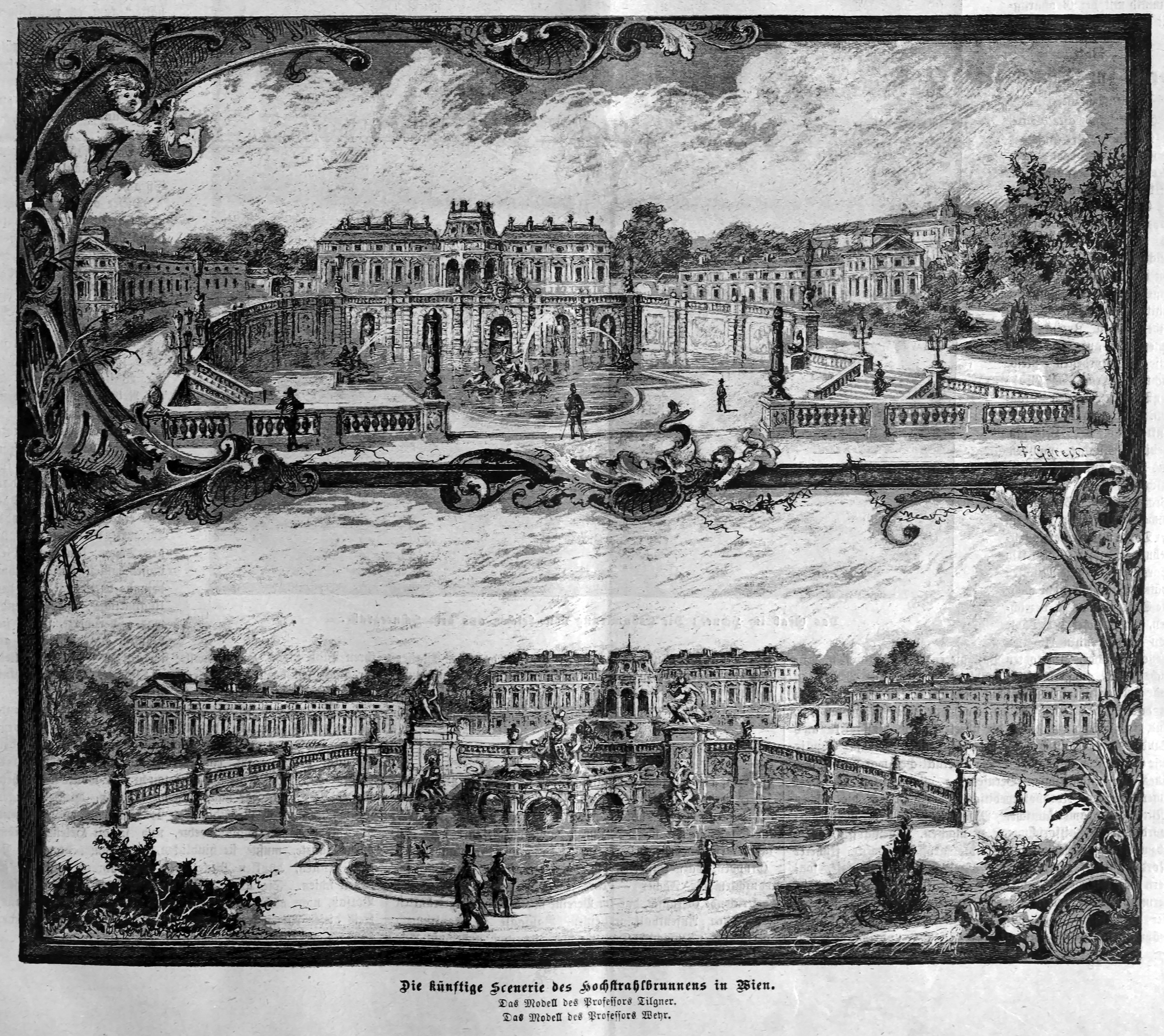
Die Gestaltungsvorschläge von Viktor Tilgner und Rudolf Weyr, 1886/87

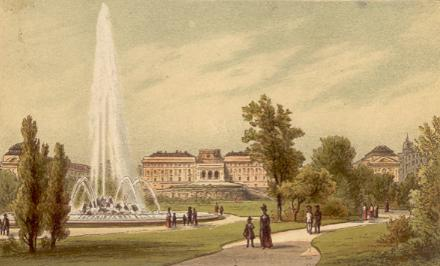
Hochstrahlbrunnen Ende des 19. Jahrhunderts

Anton Gabrielli, Bauunternehmer der Wasserleitung, spendete 200.000 Kronen zur Errichtung des im Auftrag der Stadt Wien vom Bauunternehmer Gustav Bruck ausgeführten Brunnens.
1886/87 wurden umfängliche Überlegungen zur Regulierung des Schwarzenbergplatzes angestellt und, damit verbunden, zur Neufassung des Hochstrahlbrunnens. Die Entwürfe der bedeutenden Bildhauer Viktor Tilgner und Rudolf Weyr wurden ab Ende Jänner 1887 im Wiener Künstlerhaus der Öffentlichkeit präsentiert, eine Entscheidung zu deren Gunsten fiel jedoch nicht.
Später wurde der Brunnen, im Stil einer Fontaine lumineuse des Architekten Oskar Marmorek (1863–1909), mit einem Kostenaufwand von 285.000 Kronen zu einem Leuchtbrunnen umgestaltet, der am 23. Juni 1906 eröffnet wurde. Nachts leuchtet er in den Farben Rot, Gelb, Grün, Blau, Violett und Weiß. Um vom Druck der Wasserleitung unabhängig zu sein, wurde eine Umwälzpumpe eingebaut.

## Architektur
Am Beckenrand befinden sich 365 kleine Springbrunnen, die die Tage des Jahres symbolisieren. Die sechs Springbrunnen zwischen Beckenrand und innerer Insel und diese selbst entsprechen den sieben Wochentagen. Zwölf hohe Strahlen versinnbildlichen die Monate, 24 niedrige die Stunden des Tages und die 30 Strahlen in der mittleren Insel die Tage des Monats.
Die ursprüngliche Düsenanordnung von 1873 bestand aus einem Hochstrahl für das Jahr, vier Strahlen in der inneren Steininsel für die Jahreszeiten und 365 Randstrahlen für die Tage im Jahr. Der Wasserverbrauch betrug 10.000 Eimer (rund 566 m³) pro Stunde. Da diese Menge „einen starken Eingriff in das vorhandene Quantum“ darstellte, sollte der Hochstrahlbrunnen „nur bei festlichen Gelegenheiten im vollen Gange erscheinen“.
In der Grünanlage Richtung Prinz-Eugen-Straße steht das von Franz Seifert stammende Denkmal für den Geologen und Paläontologen Eduard Suess, der 1836 als Gemeinderatsabgeordneter den Bau einer Wiener Trinkwasserleitung anregte und sich für die Donauregulierung einsetzte. Südlich des Hochstrahlbrunnens befindet sich das 1945 errichtete Heldendenkmal der Roten Armee.

## Technik, Farbwahl, Einwintern

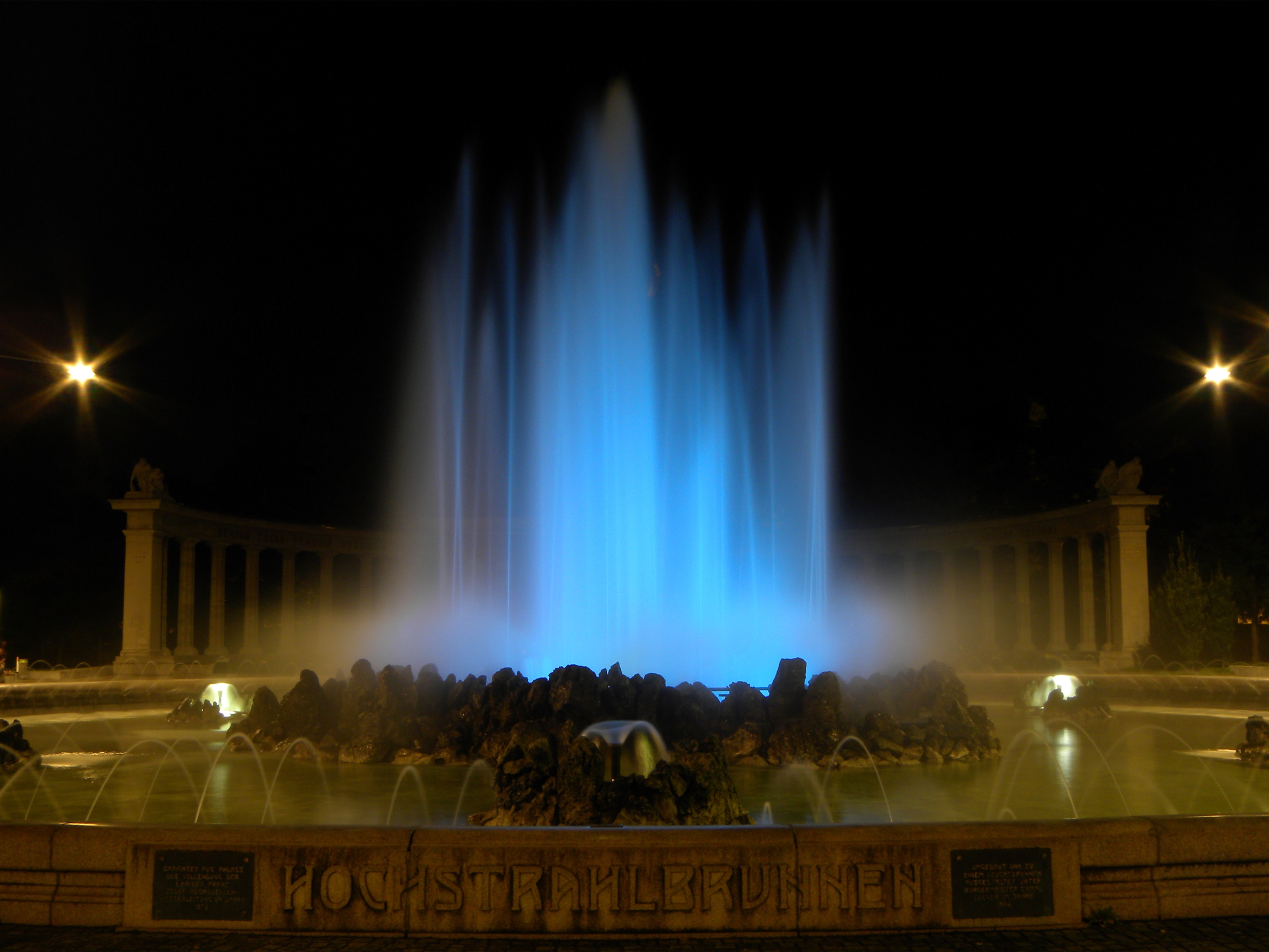
In der Nacht wird der Brunnen in wechselnden Farben beleuchtet

Durch Aufklappen einer achteckigen Schachtabdeckung im Boden neben dem Brunnen gelangt man über eine Wendeltreppe ins Kellergewölbe unter dem Brunnen. Hier liegen die Pumpen, Rohre und Schieber zum Betrieb der Wasserstrahlen und die Stromversorgung für die 6 Farben liefernden Strahler. Durch Schaugläser nach oben ist das im Betrieb plätschernde, prasselnde Wasser zu sehen und zu hören. Um den Brunnen einzuwintern, schalten hier 2 Personen der Wiener Wasserwerke die Leuchten und Pumpen ab und öffnen Entleerungsschieber. Das Entleeren des Beckens und der Rohre von 520 Kubikmeter Hochquellwasser in die Kanalisation hinein dauert etwa 3 Stunden. Die Düsen werden durch Blindstopfen ersetzt, die Leuchtengläser gereinigt und abgedeckt. Der Betrieb läuft in der wärmeren Jahreshälfte, etwa von Frühlingsbeginn 21. März bis Ende Oktober.
Nachts leuchtet der Brunnen normalerweise in den Farben Rot, Rosa, Gelb, Violett, Blau und Grün. Die Terroranschläge am 13. November 2015 in Paris waren Anlass, die Beleuchtungsfarben bis 17. November auf Blau, Weiß und Rot, die französischen Nationalfarben zu setzen. Zur Feier von „50 Jahre Nationalfeiertag“ wurde er am 26. Oktober 2005 mit 10 Scheinwerfern in den Nationalfarben gefärbt.
Seit kurz vor dem 27. Oktober 2013 erfolgt die Beleuchtung mit Leuchtdioden, die weniger elektrische Energie verbrauchen als die Vorgängertechnik.
Seit 2015 wird die Höhe der Fontänen bei starkem Wind reduziert.